# Gugh
Gugh (uitspraak: [gjoew], met een harde g) (Cornisch: Keow) is een van de eilanden van de Isles of Scilly, een eilandengroep ca. 45 km voor de kust van Cornwall in het Verenigd Koninkrijk.

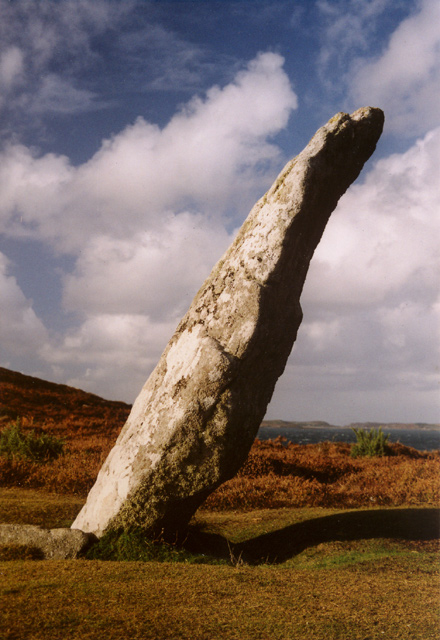
The Old Man of Gugh (2002)

Gugh is een getijdeneiland: bij laag water is het door een tombolo, de Hugh Bar, verbonden met het eiland St. Agnes. Op Gugh staan twee huizen, waarin drie mensen wonen (volkstelling 2001). Bezienswaardigheden op Gugh zijn Kittern Hill en Obadiah's Barrow, twee dolmen, en The Old Man of Gugh, een bijna drie meter hoge menhir uit de Bronstijd.